# Хоцянівський палац
Хоцянівський палац (пол. Pałac w Chocianowie, нім. Schloss Kotzenau) — одна з історичних пам’яток міста Хоцянів Польковицького повіту Нижньосілезького воєводства у Польщі. 

## Історія
Будівництво готичного замку в Хоцянові розпочалося в XIII столітті за наказом свидницько-яворського князя Болеслава І Суворого. Невдовзі замок став резиденцією легницьких князів. У 1444 році замок як лен продали німецький родині Дорнгайнів. Замок неодноразово змінював власників. Тут мешкали родини Ностіців, Стошів і Донів. У 1728—1732 роках замок, який на той час належав Мельхіору Готлобу Редерну, було перебудовано на резиденцію в стилі бароко. Роботи виконувалися за проєктом архітектора Мартіна Франца з Таллінна. З середньовічного замку збереглася лише чотиригранна вежа. Під час цієї перебудови було також закладено палацовий парк, а поруч з палацом було збудовано дві офіцини. У ХІХ столітті було здійснено реставрацію палацу, чергова реставрація виконувалася у 1937—1939 роках. Наприкінці Другої світової війни палац частково згорів і почав дедалі більше занепадати. Лише у 1954 році тут було проведено укріплювальні роботи. З 1997 року палацом володіє приватний власник. 

## Світлини

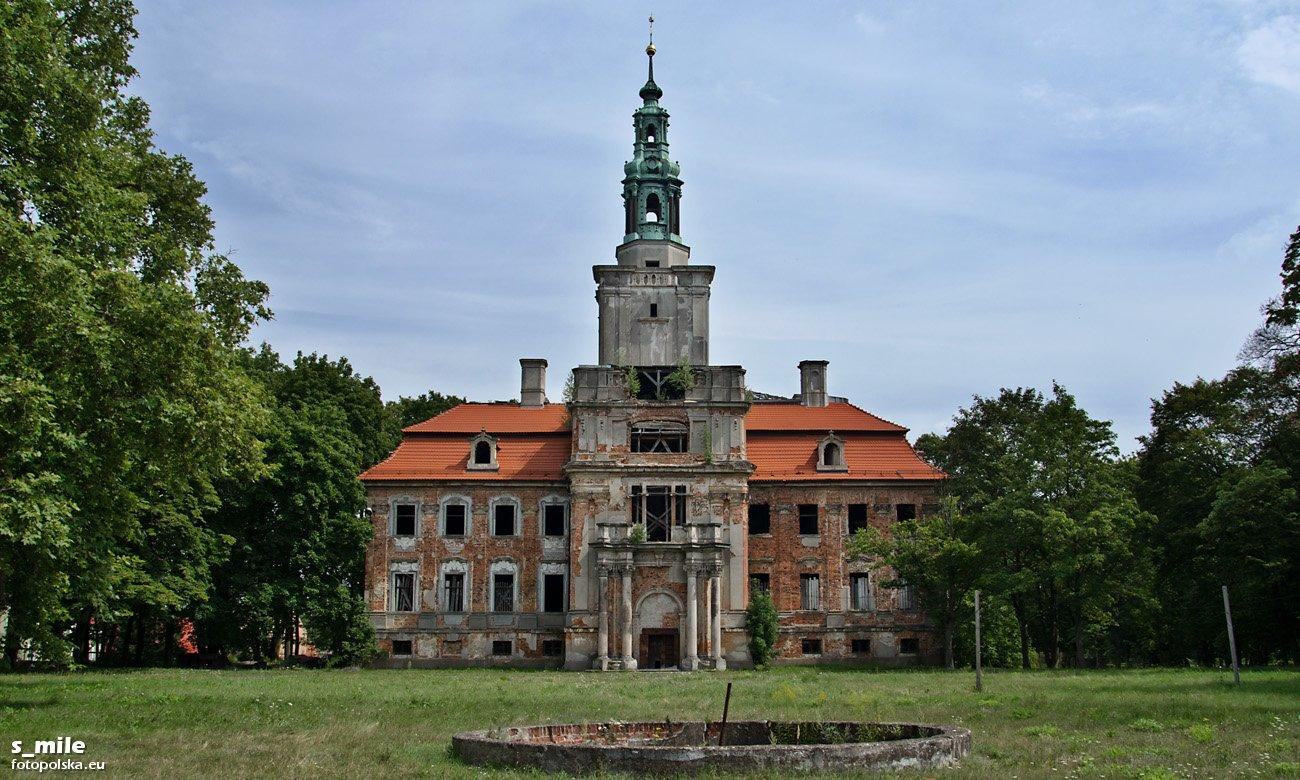
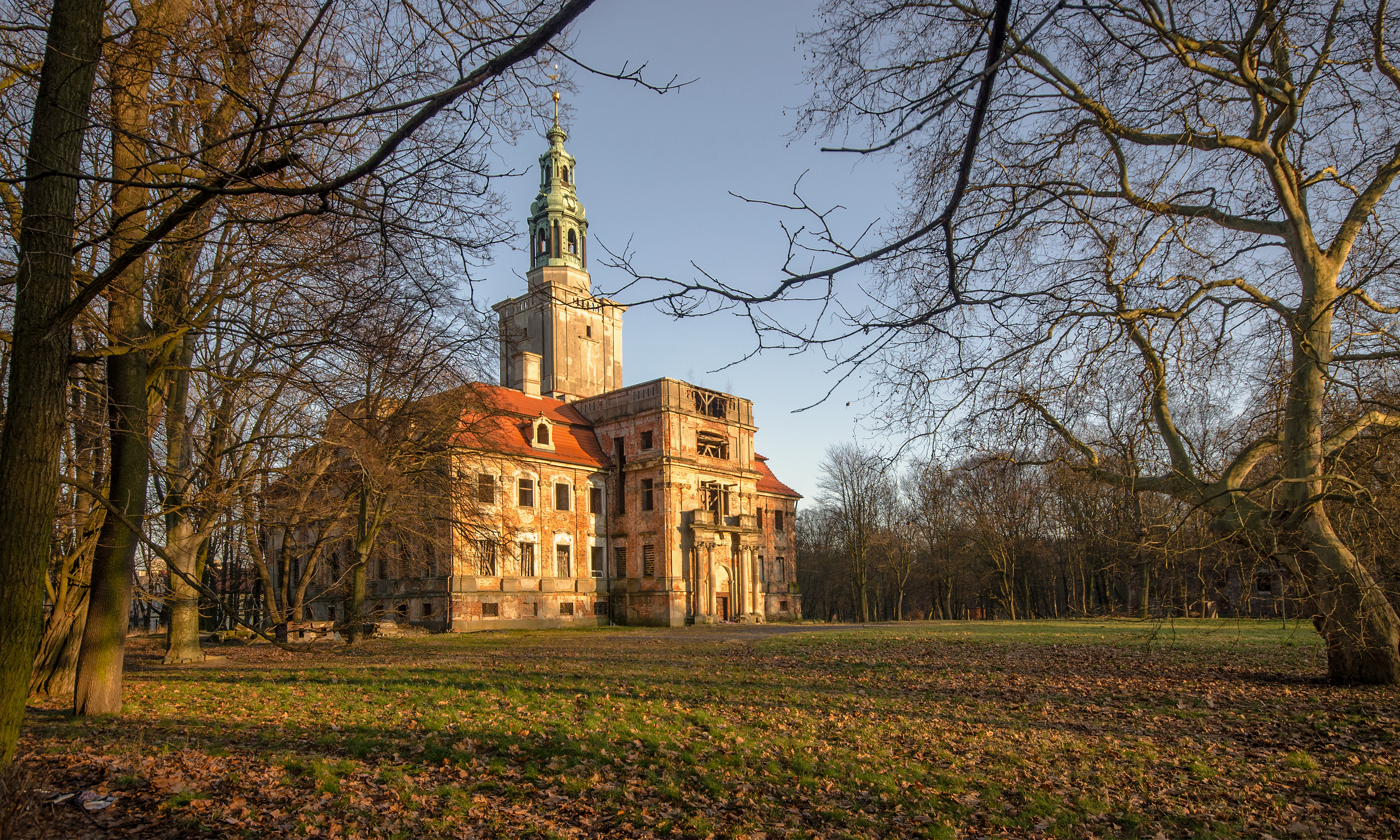
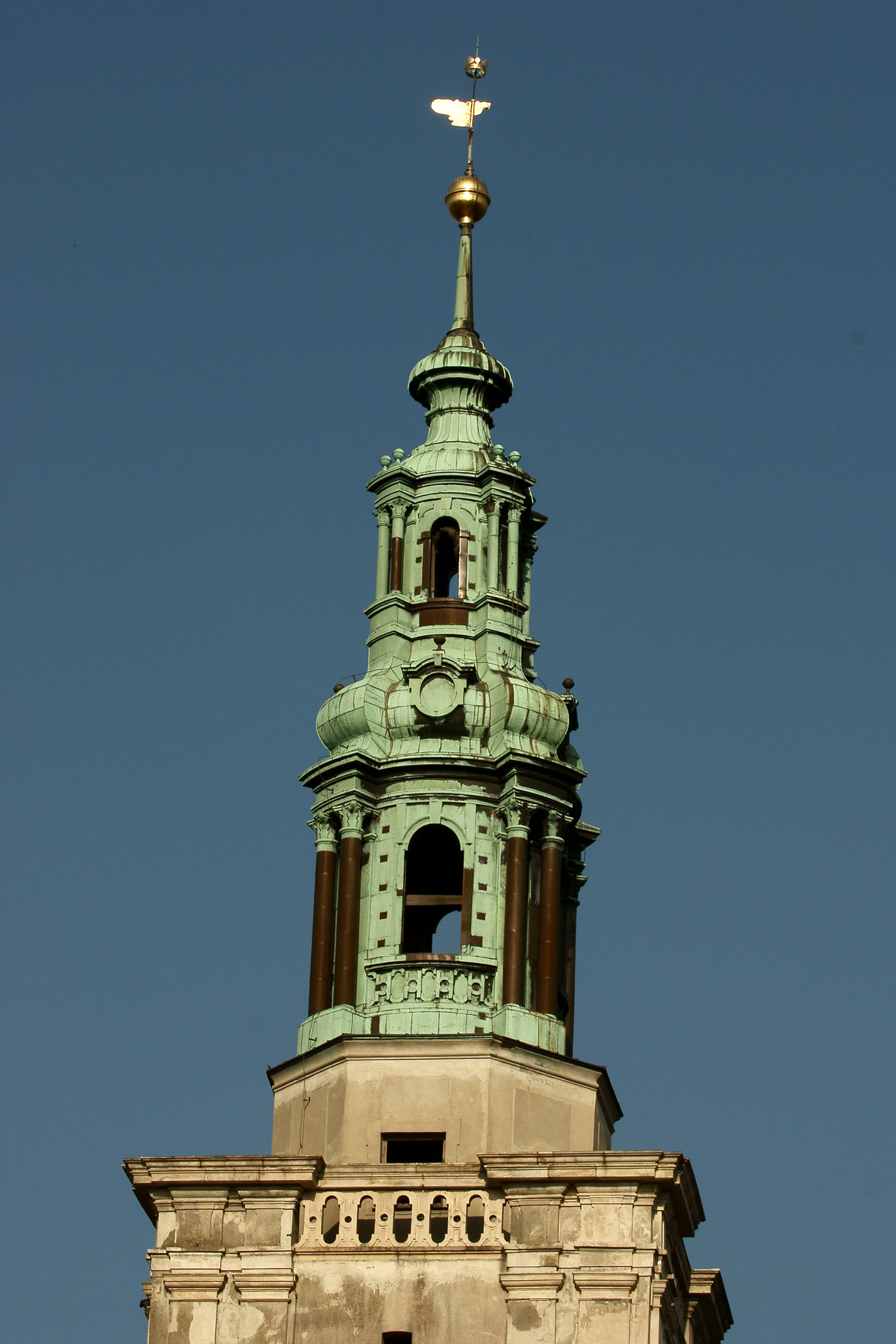